# Валентина Околова
Валентина Околова (біл. Валянціна Аколава; нар. 25 липня 1954, с. Мазурщина, Солігорський район, Мінська область, БРСР, СРСР — 24 грудня 2013, Мінськ, Республіка Білорусь) — білоруська поетеса, перекладачка.

## Біографія
Народилась у селянській сім'ї. 
Закінчила Полоцьке музичне-педагогічне училище імені Франциска Скорини, працювала викладачкою у Ветрінської школі-інтернаті Полоцького району (1973 — 1977), методисткою новополоцького Палацу культури нафтовиків (1977), кореспонденткою газети «Знамя новостройки» тресту № 16 «Нафтабуд» (1977 — 1978), у редакції радіовіщання Новополоцького творчого об'єднання «Палімір» (1979 — 1980). 
У 1980 році заочно закінчила філологічний факультет Білоруського державного університету. 
У 1981 — 1986 роках працювала у видавництві «Юнацтва», у 1987 — 1988 роках — літконсультанткою газети «Знамя новостройки». 
Членкиня Союзу білоруських письменників з 1986 року.

## Творчість
Почала писати вірші у 8 років (з 1962), мати Валентини Околової була також поетесою. Перші вірші були надруковані у 1968 році (солігорська газета «Шахцёр»). Одна з авторок поетичної збірки «Сцяжына» (1983). Авторка збірок поезії «За тым лугам зеляненькім» (1987), «Вяртанне ў заўтра» (1990), «Я люблю сваю Белую Русь» (1990), а також поеми-п'єси «Палачанка Інгрэна, альбо Вяртанне Скарыны» (1990). Багато віршів були покладені на музику.
Поезія Околової визначається ліризмом, зв’язком із фольклором (використання фольклорних мотивів та образів, народнопісенної стилістики).
Працювала перекладачкою з російської, української та словацької мов.
1. 1 2  Чеська національна авторитетна база даних